# 环州 (唐朝)
环州，唐朝到宋朝在今广西壮族自治区境内设置的州。
贞观十二年（638年），清平公李弘节开拓生蛮，置环州，在今广西壮族自治区河池市环江毛南族自治县。以环国为名。天宝元年（742年），改为正平郡（整平郡）。乾元元年（758年），复为环州。领八县，正平、福零、龙源、饶勉、思恩、武石、歌良、蒙都（都蒙）。唐朝为下州。
五代十国时，环州辖思恩、蒙都两县，其他6县俱废，分别隶属于思恩、蒙都两县。先属马楚，后属南汉。宋朝初年环州为羁縻州，属宜州，分环州西部设镇宁州。宋神宗熙宁八年（1075年）废环州和镇宁州，环州、镇宁州及所属辖县并入环州原属县的思恩县，治所移至带溪（今环江县洛阳镇合作八圩），管辖带溪、普义、镇宁三寨。
环州刺史
- 韩刿（贞观年间）
- 裴邃（天宝年间，正平郡太守）
- 裴纂（天宝年间，正平郡太守）
- 林君霈（847年）